# 国鉄T12形コンテナ
国鉄T12形コンテナ（こくてつT12がたコンテナ）は、日本国有鉄道（国鉄）が1965年（昭和40年）から1968年（昭和43年）にかけて製造した、鉄道輸送用12 ftタンクコンテナである。

## 概要
1965年（昭和40年）に東急車輛製造にて1個が製作された。落成時の形式名は935形式であったが1966年（昭和41年）6月の称号改正によりT12形に変更した。その後量産型として1966年（昭和41年）度に8個、1967年（昭和42年）度に1個、1968年（昭和43年）度に7個が東急車輛製造にて製作された。1986年（昭和61年）度に形式消滅した。